# Norma vectorial
En álgebra vectorial, geometría y física, una norma en un espacio vectorial es un operador que permite definir una noción de "longitud" o "tamaño" de cualquier vector. Más concretamente, dado un espacio vectorial {\displaystyle V}, una aplicación de {\displaystyle V} en el conjunto de los números reales, se dice que es una norma: Si es no negativa, se anula únicamente en el vector nulo,  satisface la desigualdad triangular y es especie homogénea.
El ejemplo por antonomasia es la norma euclídea en {\displaystyle \mathbb {R} ^{n}}, definida mediante {\displaystyle \|(x_{1},\dots ,x_{n})\|={\sqrt {x_{1}^{2}+\dots +x_{n}^{2}}}}, y que se interpreta como la distancia en línea recta al cero. 
No obstante, en un mismo espacio vectorial puede haber muchas maneras de definir una norma, y cada una le confiere una estructura distinta de espacio normado. De hecho, en {\displaystyle \mathbb {R} ^{n}} existen otras normas distintas de la euclídea, como la norma {\displaystyle \|\cdot \|_{1}}, también llamada  del taxista.
Todo producto escalar {\displaystyle \langle ,\rangle :V\times V\to \mathbb {R} } produce una norma definida como {\displaystyle \|v\|={\sqrt {\langle v,v\rangle }}}. 
Cualquier norma {\displaystyle \|\cdot \|} en {\displaystyle V} genera una distancia en {\displaystyle V} mediante {\displaystyle d(x,y)=\|y-x\|}; o en el espacio afín asociado mediante {\displaystyle d(p,q)=\|{\vec {pq}}\|}.

## Norma euclídea
En un espacio euclídeo ordinario los vectores son representables como segmentos orientados entre puntos de dicho espacio. Dado un vector de un espacio vectorial euclídeo, la norma de un vector se define como la distancia euclídea (en línea recta) entre dos puntos A y B que delimitan dicho vector. De hecho, en un espacio euclídeo la norma de un vector coincide precisamente con el módulo del vector {\displaystyle {\vec {AB}}}.
- En dos dimensiones:

{\displaystyle \|{\vec {AB}}\|={\sqrt {(b_{1}-a_{1})^{2}+(b_{2}-a_{2})^{2}}}} siendo {\displaystyle {\vec {OA}}=(a_{1},a_{2})} y {\displaystyle {\vec {OB}}=(b_{1},b_{2})} y O el origen de coordenadas de dicho espacio.
- Extendiendo lo anterior al espacio euclídeo de tres dimensiones, es también elemental que:

{\displaystyle \|{\vec {AB}}\|={\sqrt {{(b_{1}-a_{1})^{2}}+{(b_{2}-a_{2})^{2}}+{(b_{3}-a_{3})^{2}}}}} siendo {\displaystyle {\vec {OA}}=(a_{1},a_{2},a_{3})} y {\displaystyle {\vec {OB}}=(b_{1},b_{2},b_{3})}
- En el caso general de un espacio euclídeo de n dimensiones se tiene:

{\displaystyle \|{\vec {AB}}\|={\sqrt {(b_{1}-a_{1})^{2}+(b_{2}-a_{2})^{2}+...+(b_{n}-a_{n})^{2}}}} siendo {\displaystyle {\vec {OA}}=(a_{1},a_{2},...,a_{n})} y {\displaystyle {\vec {OB}}=(b_{1},b_{2},...,b_{n})}.
De lo anterior se sigue que, fijada una base ortonormal {\displaystyle {\mathcal {B}}} en la que un vector {\displaystyle \mathbf {v} } viene dado por sus componentes en esta base, {\displaystyle \mathbf {v} _{\mathcal {B}}=(v_{1},v_{2},\cdots ,v_{n})}, entonces la norma de dicho vector viene dada por:

{\displaystyle \|\mathbf {v} \|={\sqrt {v_{1}^{2}+v_{2}^{2}+\cdots +v_{n}^{2}}}={\sqrt {\sum _{i=1}^{n}v_{i}^{2}}}}

## Definición general
La definición general de norma se basa en generalizar a espacios vectoriales abstractos la noción de módulo de un vector de un espacio euclídeo. Recuérdese que en un espacio no euclídeo el concepto de camino más corto entre dos puntos ya no es identificable necesariamente con el de la línea recta; por ello, se utilizan las propiedades operacionales de la norma euclídea definida más arriba para extraer las condiciones que debe cumplir la "longitud de un vector", o norma vectorial, en un espacio vectorial cualquiera. Estas condiciones básicas son:
- Siempre es no negativa e independiente del sentido (orientación) de la medición.
- La longitud debe ser directamente proporcional al tamaño (es decir, doble -o triple- de tamaño significa doble -o triple- de longitud).
- La longitud entre dos puntos será siempre menor o igual que la suma de longitudes desde esos mismos dos puntos a un tercero diferente de ellos (desigualdad triangular: la suma de dos lados de un triángulo nunca es menor que el tercer lado, también generalizada en la desigualdad de Cauchy-Schwarz). Se presentan dos maneras de forma, una casi directa y apunta a lo dicho: longitud de vector. La otra usa la noción de operador y mayor simbolismo de la matemática formal (tipo Bourbaki).

Esto motiva la siguiente definición:
| Norma vectorial Sea {\displaystyle V} un espacio vectorial sobre un cuerpo {\displaystyle \mathbb {K} =\mathbb {R} {\text{ ó }}\mathbb {C} }. Se dice que {\displaystyle {\begin{aligned}\\|\cdot \\|:V&\to \mathbb {R} \\x&\mapsto \\|x\\|\end{aligned}}} es una norma en {\displaystyle V} si verifica: 1. No negatividad: {\displaystyle \\|x\\|\geq 0\quad \forall x\in V}. Además, {\displaystyle \\|x\\|=0\Leftrightarrow x=0}. 2. Homogeneidad: {\displaystyle \\|kx\\|=\|k\|\cdot \\|x\\|\quad \forall x\in V,\forall k\in \mathbb {K} }. 3. Desigualdad triangular: {\displaystyle \\|x+y\\|\leq \\|x\\|+\\|y\\|\quad \forall x,y\in V}. |

Al número {\displaystyle \|x\|} se le llama norma del vector {\displaystyle x}.
Al par {\displaystyle (V,\|\cdot \|)} se le denomina espacio normado.
Obsérvese que la condición {\displaystyle \|x\|\geq 0\quad \forall x\in V} (no negatividad) se deriva del resto, por lo que realmente se podría eliminar. En efecto, {\displaystyle 0=\|0\|=\|x-x\|\leq \|x\|+\|-x\|=\|x\|+\|x\|=2\|x\|}, de donde {\displaystyle \|x\|\geq 0}.

## Ejemplos
A continuación se muestran algunos ejemplos de posibles operadores norma, que satisfacen la definición matemática general:
- Para cualquier vector {\displaystyle x=(x_{1},x_{2},...,x_{n})\in \mathbb {R} ^{n}} y un {\displaystyle p\geq 1} se define la norma-p como:
{\displaystyle \|x\|_{p}={\sqrt[{p}]{|x_{1}|^{p}+|x_{2}|^{p}+...+|x_{n}|^{p}}}}.

Así, para el caso {\displaystyle p=1} se obtiene {\displaystyle \|x\|_{1}=|x_{1}|+|x_{2}|+...+|x_{n}|}, y para el caso {\displaystyle p=2} se obtiene la norma euclídea explicada más arriba.
- Otro operador norma sería, la norma infinito:
{\displaystyle \|x\|_{\infty }=\max\{|x_{1}|,|x_{2}|,...,|x_{n}|\}=\max\{|x_{i}|:i=1,\dots ,n\}}.

La elección del subíndice {\displaystyle \infty } para esta norma se debe al hecho de que {\displaystyle \lim _{p\to +\infty }\|x\|_{p}=\|x\|_{\infty }}
- En un espacio vectorial dotado de producto escalar - un espacio prehilbertiano - existe una norma asociada al producto escalar definida como:
{\displaystyle \|x\|={\sqrt {\langle x,x^{*}\rangle }}}
donde {\displaystyle x^{*}}  es el complejo conjugado de {\displaystyle x}.

Si dicho espacio es un espacio de Hilbert entonces el espacio con la norma asociada al producto escalar es un espacio de Banach.

## Distancia asociada
Dada una norma {\displaystyle \|\cdot \|} en un espacio vectorial {\displaystyle V}, se puede definir una distancia asociada mediante
{\displaystyle d(x,y)=\|y-x\|\quad \forall x,y\in V}.
Esto dota a {\displaystyle V} de estructura de espacio métrico, y por consiguiente de espacio topológico. Es decir, en un espacio normado siempre tiene sentido el concepto de cercanía. 
El límite de una sucesión tiene una caracterización especialmente útil:
{\displaystyle \lim _{n\to \infty }x_{n}=x\ \iff \ \lim _{n\to \infty }\|x_{n}-x\|=0}.
En {\displaystyle \mathbb {R} ^{n}} todas las normas son equivalentes desde el punto de vista de la convergencia. Esto es, para dos normas cualesquiera {\displaystyle \|\cdot \|_{1}} y {\displaystyle \|\cdot \|_{2}} existen dos constantes {\displaystyle a,b\in \mathbb {R} } tales que
{\displaystyle a\cdot \|x\|_{1}\leq \|x\|_{2}\leq b\cdot \|x\|_{1}\quad \forall x\in \mathbb {R} ^{n}}.
En consecuencia, todas las normas en {\displaystyle \mathbb {R} ^{n}} generan la misma topología.

## Otras normas
Norma de Lebesgue
{\displaystyle \|v\|_{p}=\left(\int _{0}^{T}|v(t)|^{p}\,{\text{d}}t\right)^{1/p}} en el espacio {\displaystyle L_{p}[0,T],1\leq p<\infty }, formado por todas las funciones escalares medibles
{\displaystyle v(t)} definidas sobre {\displaystyle 0\leq t\leq T} 
Norma de Sobolev
{\displaystyle \|u\|_{m,p}=\left(\int _{\Omega }\sum _{|\alpha |\leq m}|D^{\alpha }u|^{p}\,{\text{d}}x\right)^{1/p}} en
{\displaystyle C^{m}(\Omega )} el conjunto de todas las funciones reales con m derivadas continuas definidas en
{\displaystyle \Omega }, donde este conjunto es acotado y abierto en {\displaystyle R^{n}} 